# Campeonato Amazonense de Futebol de 2013
O Campeonato Amazonense de Futebol de 2013 (ou Barezão Chevrolet 2013 por questões de patrocínio) foi a edição do corrente ano de 2013 do principal campeonato de futebol do estado do Amazonas.
A abertura da edição contou com uma comemoração de 100 anos de Nacional e Rio Negro, nos dias 13 de Janeiro e 13 de Novembro respectivamente. O Fast Clube mandou seus jogos em Manaquiri e o Tarumã em Borba.
O torneio contou com a cobertura e transmissão dos jogos pela TV A Crítica.

## Promovidos 2012
Em 2012 não houve disputa da Série B do estadual, pois apenas dois clubes se propuseram a participar: Sul América e Tarumã. Desse modo, eles garantiram automaticamente acesso à primeira divisão. O Tarumã fez sua estreia na principal divisão do estadual.

## Equipes Participantes
| Equipe       | Cidade           | Em 2012      | Estádio                            | Capacidade | Títulos             | Participações |
| Fast Clube   | Manaus           | 2º (Série A) | Estádio Valdomiro Gusmão de Aguiar | 3 000      | 6 (último em 1971)  | 76°           |
| Holanda      | Rio Preto da Eva | 7º (Série A) | Estádio Francisco Garcia "Chicão"  | 5 000      | 1 (último em 2008)  | 4°            |
| Iranduba     | Iranduba         | 4º Série A   | Estádio Tenente Álvaro Maranhão    | 3 000      | 0 (não possui)      | 2°            |
| Nacional     | Manaus           | 1º (Série A) | Estádio do SESI                    | 4 000      | 41 (último em 2012) | 93°           |
| Penarol      | Itacoatiara      | 3º (Série A) | Estádio Floro de Mendonça          | 2 710      | 2 (em 2011)         | 17°           |
| Princesa     | Manacapuru       | 6º (Série A) | Estádio Gilbertão                  | 5 000      | 0 (Não possui)      | 21°           |
| Rio Negro    | Manaus           | 8° (Série A) | Estádio do SESI                    | 4 000      | 18 (último em 2001) | 77°           |
| São Raimundo | Manaus           | 5º (Série A) | Estádio do SESI                    | 4 000      | 7 (último em 2006)  | 52°           |
| Sul América  | Manaus           | Promovido    | Estádio do SESI                    | 4 000      | 2 (último em 1993)  | 60°           |
| Tarumã       | Manaus           | Promovido    | Estádio Gerdilson Bentes "Jabotão" | 2 000      | 0 (não possui)      | 1°            |

## Formula de disputa
O campeonato contou com dois grupos de 5 equipes, em uma disputa em turno em returno. A fórmula foi fruto de criticas por parte da grande maioria dos torcedores e de alguns dirigentes, visto que, as agremiações sofriam pressão de suas torcidas para que fossem realizados mais jogos durante o torneio, mas, em total desrespeito com o público do campeonato, a federação estadual propôs o uso da formula que é aplicada no campeonato carioca e a mesma foi aceita por parte dos dirigentes.
1º turno
No primeiro turno, denominado "Taça Estado do Amazonas", as equipes jogam entre si dentro dos seus respectivos grupos, classificando-se dois de cada, para as semifinais (1ºA x 2ºB e 1ºB x 2ºA) e finais com jogos de ida e volta. O vencedor garantiu vaga na final do campeonato.
2º turno
A “Taça Cidade de Manaus” será o segundo turno do Estadual. Nele, as equipes do grupo A enfrentam as equipes do grupo B. Os dois melhores colocados de cada grupo passam as semifinais do campeonato(1ºA x 2ºB e 2ºA x 1ºB) e finais, também com jogos de ida e volta. O vencedor também classificou-se à final do campeonato.
Final
A final envolveu os campeões do 1º e do 2º turnos. Caso os dois turnos fossem conquistados por uma mesma equipe, não ocorreria a final e ela seria declarada campeã. O campeão e o vice classificaram-se a Copa do Brasil de 2014.

## Taça Centenário de Nacional e Rio Negro
A Taça, foi disputada em jogo, que valeu também pela abertura do campeonato. Promovida pela ACLEA e SEJEL, a Taça ficou com o Nacional. Os dois clubes completam 100 anos no ano de 2013 e são os únicos remanescentes do primeiro Campeonato Amazonense de Futebol, disputado em 1914.

### Taça Centenários
| 16 de Fevereiro | Nacional                       | 2–0 | Rio Negro | Estádio do SESI, Manaus |
| 15:00           | Felipe 25'2º' e Charles 32'2º' |     |           | Público: 4,410 pagantes, 6.193 presentes(cerca de 4 mil retornaram para casa ou assistiram o jogo de fora do estádio). Árbitro: AM João Batista Cunha de Brito |

## Taça Estado do Amazonas

### Grupo 01
| POS | Equipes              | PG | J | V | E | D | GP | GC | SG |
| --- | -------------------- | -- | - | - | - | - | -- | -- | -- |
| 1.  | São Raimundo         | 8  | 4 | 2 | 2 | 0 | 5  | 3  | +2 |
| 2.  | Princesa do Solimões | 7  | 4 | 2 | 1 | 1 | 6  | 2  | +4 |
| 3.  | Nacional             | 6  | 4 | 2 | 0 | 2 | 7  | 4  | +3 |
| 4.  | Sul América          | 4  | 4 | 1 | 1 | 2 | 7  | 12 | -5 |
| 5.  | Rio Negro            | 3  | 4 | 1 | 0 | 3 | 2  | 6  | -3 |

### Grupo 02
| POS | Equipes    | PG | J | V | E | D | GP | GC | SG  |
| --- | ---------- | -- | - | - | - | - | -- | -- | --- |
| 1.  | Penarol    | 10 | 4 | 3 | 1 | 0 | 20 | 4  | +16 |
| 2.  | Fast Clube | 9  | 4 | 3 | 0 | 1 | 8  | 8  | 0   |
| 3.  | Holanda    | 4  | 4 | 1 | 1 | 2 | 7  | 8  | -1  |
| 4.  | Iranduba   | 4  | 4 | 1 | 1 | 2 | 7  | 13 | -6  |
| 5.  | Tarumã     | 1  | 4 | 0 | 1 | 3 | 5  | 14 | -9  |

### Semifinal

#### Jogos de Ida
| 16 de Março | Princesa          | 1 – 0 | Penarol | Estádio Gilbertão, Manacapuru                                    |
| 15:00       | Marinelson 10'2º' |       |         | Público: 3,000 presentes Árbitro: AM João Batista Cunha de Brito |

| 16 de Março | Fast Clube   | 1 – 1 | São Raimundo   | Estádio Valdomiro Gusmão "Valdizão", Manaquiri   |
| 15:00       | Cacau 43'2º' |       | Marinho 22'1º' | Público: 1,215 Árbitro: AM Odson Santos da Silva |

#### Jogos de Volta
| 23 de março | Penarol | 0 – 0 | Princesa | Estádio Floro de Mendonça, Itacoatiara                               |
|             |         |       |          | Público: 3,000 presentes Árbitro: AM Antonio Carlos Pequeno Frutuoso |

| 23 de Março | São Raimundo           | 1 – 2 | Fast Clube                  | Estádio do SESI, Manaus                                                               |
|             | Janeílton 3'2º-Contra' |       | Cacau 5'1º' e Junior 21'1º' | Público: 664 pagantes (1.236 presentes em dia chuvoso) Árbitro: AM João Batista Cunha |

### Final
| 27 de março | Princesa                         | 2 – 0 | Fast Clube | Estádio Gilbertão, Manacapuru                                                                                           |
| 15h00       | Nando 21'1º' e Marinelson 45'2º' |       |            | Público: 2,314 pagantes, 2.714 presentes(muitos estimaram em mais de 5 mil presentes) Árbitro: AM Djalma Silva de Souza |

| 30 de março | Fast Clube                                               | 4 – 3 | Princesa                                                  | Estádio Valdomiro Gusmão "Valdizão", Manaquiri                                        |
| 15h00       | Tiago Brandão 4'1º', Junior 6'2º' e 33'2º', Cacau 48'2º' |       | Rondinelly 13'1º', Nando 36'1º' e Edinho Canutama 38'1º'. | Público: 2,705 pagantes(3.200 presentes). Árbitro: AM Antônio Carlos Pequeno Frutuoso |

| Taça Estado do Amazonas de 2013          |
| ---------------------------------------- |
|                                          |
| Princesa do Solimões Campeão (3º título) |

## Taça Cidade de Manaus
Primeira rodada
| 6 de Abril | Nacional                                   | 3 - 0 | Tarumã | Estádio do SESI, Manaus                  |
| 15:00      | Leonardo 38¹ Felipe 45¹ Danilo Pereira 40² |       |        | Árbitro: AM Francisley Oliveira da Silva |

| 6 de Abril | Fast Clube | 0 - 0 | Sul América | Estádio Valdomiro Gusmão de Aguiar, Manaquiri |
| 15:00      |            |       |             | Árbitro: AM Reginaldo Vasconcelos Noronha     |

| 6 de Abril | Penarol                | 2 - 1 | Rio Negro       | Estádio Floro de Mendonça, Itacoatiara |
| 15:30      | Robemar 33¹ e Kitó 27² |       | Fernandinho 27² | Árbitro: AM Basílio Monteiro da Silva  |

| 6 de Abril | São Raimundo | 0 - 1 | Holanda          | Estádio Alvaro Maranhão, Iranduba        |
| 15:30      |              |       | Carlos Fernandes | Árbitro: AM Francisco da Conceição Costa |

| 7 de Abril | Princesa       | 1 - 0 | Iranduba | Estádio Gilbertão, Manacapuru     |
| 15:30      | Marinelson 35² |       |          | Árbitro: AM Luzinho de Souza Lima |

Segunda rodada
| 13 de Abril | Rio Negro | 0 - 4 | Fast Clube                                       | Estádio do SESI, Manaus                |
| 15:00       |           |       | Júnior 26¹ Carlinhos 31¹ Michel 36¹ e Júnior 37¹ | Árbitro: AM Uesclei Regison dos Santos |

| 13 de Abril | Iranduba                                     | 4 - 2 | São Raimundo           | Estádio Alvaro Maranhão, Iranduba   |
| 15:30       | Carlos Henrique 3² Leonardo 32² 37² Igor 41² |       | Claílson 35² Ronan 44² | Público: 258 pagantes Árbitro: AM ? |

| 13 de Abril | Tarumã                  | 2 - 1 | Sul América | Estádio Gerdilson Bentes,Borba |
| 15:30       | Soares e Israel Mineiro |       | Jackson     | Árbitro: AM ?                  |

| 13 de Abril | Holanda | 0 - 2 | Nacional                     | Estádio Francisco Garcia, Rio Preto da Eva |
| 15:00       |         |       | Danilo Rios 13¹ e Felipe 37² | Árbitro: AM ?                              |

| 14 de Abril | Princesa                                         | 3 - 1 | Penarol     | Estádio Gilbertão, Manacapuru         |
| 15:30       | Rondinele 35¹ Vinicius 18² Alessandro "Toró" 31² |       | Robemar 21² | Público: 1,135 pagantes Árbitro: AM ? |

Terceira rodada
| 17 de Abril | São Raimundo | 1 - 1 | Penarol           | Estádio Francisco Garcia, Rio Preto da Eva |
| 15:30       | Marinho 39²  |       | Igor Cearense 35² | Árbitro: AM Geraldo Gomes Vieira           |

| 17 de Abril | Fast Clube | 1 - 0 | Princesa | Estádio Valdomiro Gusmão de Aguiar, Manaquiri |
| 15:30       | Júnior 30² |       |          | Árbitro: AM Basílio Monteiro da Silva         |

| 17 de Abril | Sul América                  | 2 - 2 | Holanda                 | Estádio Gilbertão, Manacapuru   |
| 15:30       | Imperador 28¹ e Paulinho 35¹ |       | Rael 20¹ e Weverton 32¹ | Árbitro: AM Weden Cardoso Gomes |

| 17 de Abril | Iranduba   | 1 - 2 | Nacional                | Estádio Alvaro Maranhão, Iranduba         |
| 15:30       | Pedrão 46² |       | Amaral 36² e Felipe 39² | Árbitro: AM Reginaldo Vasconcelos Noronha |

| 17 de Abril | Tarumã | 0 - 1 | Rio Negro    | Estádio Gerdilson Bentes, Borba          |
| 15:30       |        |       | Maranhão 18¹ | Árbitro: AM Francisco da Conceição Costa |

Quarta rodada
| 20 de Abril | São Raimundo | 1 - 1 | Fast Clube | Estádio do SESI, Manaus         |
| 15:00       | Marinho 76'  |       | Junior 39' | Árbitro: AM Weden Cardoso Gomes |

| 21 de Abril | Holanda | 0 - 0 | Rio Negro | Estádio Francisco Garcia, Rio Preto da Eva |
| 15:00       |         |       |           | Árbitro: AM Odson Santos da Silva          |

| 6 de Abril | Penarol     | 1 - 0 | Nacional | Estádio Floro de Mendonça, Itacoatiara |
| 15:30      | Robemar 81' |       |          | Árbitro: AM ?                          |

| 21 de Abril | Princesa                                                        | 5 - 1 | Tarumã   | Estádio Gilbertão, Manacapuru            |
| 15:30       | Joiner 17', Alessandro Toró 42', Vinicius 57', Joiner 59' e 64' |       | Beto 46' | Árbitro: AM Ricardo Malveire de Carvalho |

| 21 de Abril | Iranduba | 0 - 1 | Sul América      | Estádio Alvaro Maranhão, Iranduba |
| 15:30       |          |       | Robson Manaus 57 | Árbitro: AM João Cunha de Brito   |

Quinta Rodada
| 27 de Abril | Tarumã             | 3 - 2 | São Raimundo           | Estádio Gerdilson Bentes de Souza, Borba |
| 15:00       | Beto, Rodrigão(2x) |       | Marinho 40' e Nick 72' | Árbitro: AM Reginaldo Noronha            |

| 27 de Abril | Rio Negro | 0 - 2 | Iranduba                        | Estádio Gilbertão, Manacapuru         |
| 15:00       |           |       | Naílson Bolacha 56' e Fofão 74' | Árbitro: AM Francisney Oliveira Silva |

| 28 de Abril | Nacional | 0 - 0 | Fast Clube | Estádio do SESI, Manaus      |
| 15:30       |          |       |            | Árbitro: AM Antonio Frutuoso |

| 28 de Abril | Holanda | 1 - 2 | Princesa          | Estádio Francisco Garcia, Rio Preto da Eva |
| 15:30       |         |       | Marinelson e Neto | Árbitro: AM Djalma Silva de Souza          |

| 28 de Abril | Penarol                                          | 4 - 0 | Sul América | Estádio Floro de Mendonça, Itacoatiara   |
| 15:30       | Indio 26' Robemar 35' Leo Rosa 58' e Robemar 75' |       |             | Árbitro: AM Francisco da Conceição Costa |

Grupo A
| POS | Equipes              | PG | J | V | E | D | GP | GC | SG |
| --- | -------------------- | -- | - | - | - | - | -- | -- | -- |
| 1.  | Princesa do Solimões | 12 | 5 | 4 | 0 | 1 | 11 | 4  | +7 |
| 2.  | Nacional             | 10 | 5 | 3 | 1 | 1 | 7  | 2  | +5 |
| 3.  | Sul América          | 5  | 5 | 1 | 2 | 2 | 4  | 8  | -4 |
| 4.  | Rio Negro            | 4  | 5 | 1 | 1 | 3 | 2  | 8  | -6 |
| 5.  | São Raimundo         | 2  | 5 | 0 | 2 | 3 | 6  | 10 | -4 |

Grupo B
| POS | Equipes    | PG | J | V | E | D | GP | GC | SG |
| --- | ---------- | -- | - | - | - | - | -- | -- | -- |
| 1.  | Penarol    | 10 | 5 | 3 | 1 | 1 | 9  | 5  | +4 |
| 2.  | Fast Clube | 9  | 5 | 2 | 3 | 0 | 6  | 1  | +5 |
| 3.  | Iranduba   | 6  | 5 | 2 | 0 | 3 | 7  | 6  | +1 |
| 4.  | Tarumã     | 6  | 5 | 2 | 0 | 3 | 6  | 12 | -6 |
| 5.  | Holanda    | 5  | 5 | 1 | 2 | 2 | 4  | 6  | -2 |

### Semifinais

#### Ida
| 1 de Maio | Nacional                           | 3 - 0 | Penarol | Estádio do SESI, Manaus                                    |
| 15:00     | Danilo Rios 16¹ e Charles 1² e 16² |       |         | Público: 902 (1.173 total) Árbitro: PR Heber Roberto Lopes |

| 1 de Maio | Fast Clube      | 1 - 2 | Princesa                    | Estádio Floro de Mendonça, Itacoatiara              |
| 15:00     | Alan Kardek 45² |       | Marinelson 23¹ e Joiner 37¹ | Público: 76 Árbitro: AM João Batista Cunha de Brito |

#### Volta
| 4 de Maio | Princesa  | 1 - 1 | Fast Clube | Estádio Gilbertão, Manacapuru                                     |
| 15:00     | Joiner 5¹ |       | B.A. 35²   | Público: 953 pagantes Árbitro: AM Antônio Carlos Pequeno Frutuoso |

| 5 de Maio | Penarol | 0 - 4 | Nacional                          | Estádio Floro de Mendonça, Itacoatiara                           |
| 15:00     |         |       | Felipe 35¹, 18² e 22²; Amaral 44² | Público: 4,000 presentes Árbitro: AL Francisco Carlos Nascimento |

### Final
| 8 de Maio | Nacional                                           | 4 - 2 | Princesa                    | Estádio do SESI, Manaus                                                      |
| 15:00     | Charles 19¹ Felipe 7² Felipe 13² e Danilo Rios 33² |       | Marinelson 29¹ Vinicius 18² | Público: 1,781 pagantes(2.200 presentes) Árbitro: SP Paulo César de Oliveira |

| 11 de Maio | Princesa | 0 - 0 | Nacional | Estádio Gilbertão, Manacapuru                                                |
| 15:00      |          |       |          | Público: 2,221 pagantes(2.700 presentes) Árbitro: MG Ricardo Marques Ribeiro |

### Classificação do 2º turno
| POS | Equipes      | PG | J | V | E | D | GP | GC | SG  |
| --- | ------------ | -- | - | - | - | - | -- | -- | --- |
| 1.  | Nacional     | 20 | 9 | 6 | 2 | 1 | 18 | 4  | +14 |
| 2.  | Princesa     | 17 | 9 | 5 | 2 | 2 | 16 | 10 | +6  |
| 3.  | Fast Clube   | 10 | 7 | 2 | 4 | 1 | 8  | 4  | +4  |
| 4.  | Penarol      | 10 | 7 | 3 | 1 | 3 | 9  | 12 | -3  |
| 5.  | Iranduba     | 6  | 5 | 2 | 0 | 3 | 7  | 6  | +1  |
| 6.  | Tarumã       | 6  | 5 | 2 | 0 | 3 | 6  | 12 | -6  |
| 7.  | Holanda      | 5  | 5 | 1 | 2 | 2 | 4  | 6  | -2  |
| 8.  | Sul América  | 5  | 5 | 1 | 2 | 2 | 4  | 8  | -4  |
| 9.  | Rio Negro    | 4  | 5 | 1 | 1 | 3 | 2  | 8  | -6  |
| 10. | São Raimundo | 2  | 5 | 0 | 2 | 3 | 6  | 10 | -4  |

| Taça Cidade de Manaus de 2013    |
| -------------------------------- |
|                                  |
| Nacional-AM Campeão (18º título) |

## Final Geral

### Ida
| 19 de Maio | Nacional | 1x3 | Princesa | Estádio do SESI, Manaus                             |
| 16:00      |          |     |          | Público: 2,924 Árbitro: RJ Marcelo de Lima Henrique |

### Volta
| 26 de Maio | Princesa | 0x2 (7x6p) | Nacional | Estádio Olímpico Municipal Gilberto Mestrinho, Manacapuru |
| 13:00      |          |            |          | Público: 8,032 Árbitro: SP Wilson Seneme                  |

Após o final da segunda partida, verificou-se igualdade de pontos e saldo de gols na soma da melhor de 6 pontos, sendo assim a decisão foi desempatada nos pênaltis. O resultado da disputa de penalidades foi Princesa 7x6 Nacional, consagrando o clube de Manacapuru como campeão estadual de 2014.

## Classificação Final
Contando apenas a pontuação das fases de grupo. Princesa e Nacional, por terem feito a final, automaticamente ficam em 1º e 2º lugar.
| POS | Equipes      | PG | J  | V  | E  | D  | GP | GC | SG  |
| --- | ------------ | -- | -- | -- | -- | -- | -- | -- | --- |
| 1.  | Princesa     | 19 | 09 | 06 | 01 | 02 | 17 | 06 | +11 |
| 2.  | Nacional     | 16 | 09 | 05 | 01 | 03 | 14 | 06 | +08 |
| 3.  | Penarol      | 20 | 09 | 06 | 02 | 01 | 29 | 09 | +20 |
| 4.  | Fast Clube   | 18 | 09 | 05 | 03 | 01 | 14 | 09 | +05 |
| 5.  | São Raimundo | 10 | 09 | 02 | 04 | 03 | 11 | 13 | -02 |
| 6.  | Iranduba     | 10 | 09 | 03 | 01 | 05 | 14 | 19 | -05 |
| 7.  | Holanda      | 09 | 09 | 02 | 03 | 04 | 11 | 14 | -03 |
| 8.  | Sul América  | 09 | 09 | 02 | 03 | 04 | 11 | 20 | -09 |
| 9.  | Rio Negro    | 07 | 09 | 02 | 01 | 06 | 04 | 14 | -10 |
| 10. | Tarumã       | 07 | 09 | 02 | 01 | 06 | 11 | 26 | -15 |

## Campeão
| Campeão Amazonense de 2013       |
| -------------------------------- |
| Princesa do Solimões (1° título) |